# Cadena de televisió
Una cadena de televisió (canal és un anglicisme semàntic) és l'aplec o la totalitat de les emissores que transmeten un mateix programa audiovisual produït en un centre emissor principal. Hi ha diferents tipus de cadenes, com ara cadenes generalistes (TV3. Catalunya) i cadenes especialitzades en un cert tipus de contingut: notícies, esport, programes infantils, films...